# Can Padrós (Castellterçol)
Can Padrós és una obra de Castellterçol (Moianès) inclosa a l'Inventari del Patrimoni Arquitectònic de Catalunya.

## Descripció
Casa situada al nucli antic de Castellterçol. A la llinda de la porta d'entrada hi ha una inscripció amb el nom del propietari, l'any 1690 i, a sota, dues llançadores que indiquen que la casa fou habitada originàriament per un paraire.

## Història
El gremi dels paraires va ser fundat el 1616 i al llarg de tot el segle xvii va experimentar un notable creixement.